# اسکالا (لاکونیا)
اسکالا (به لاتین: Skala) یک شهرک در یونان است که در Evrotas Municipality واقع شده‌است.